# Belonophago tinanti
Belonophago tinanti е вид лъчеперка от семейство Distichodontidae. Видът не е застрашен от изчезване.

## Разпространение
Разпространен е в Демократична република Конго.

## Описание
На дължина достигат до 12 cm.